# Honkytonk University
Honkytonk University è il nono album in studio del cantante di musica country Toby Keith, pubblicato nel 2005.

## Tracce
Tutte le tracce sono state scritte da Toby Keith e Scotty Emerick eccetto dove indicato.

1. Honkytonk U (Toby Keith) - 3:35
2. As Good as I Once Was - 3:49
3. She Ain't Hooked on Me No More - 3:36 (duetto con Merle Haggard)
4. Big Blue Note - 2:58
5. Just the Guy to Do It - 2:59
6. She Left Me (Keith) - 3:21
7. Knock Yourself Out (Keith, Emerick, Dean Dillon) - 3:05
8. You Ain't Leavin' (Thank God Are Ya) (Keith, Emerick, Dillon) - 3:13
9. I Got It Bad (Keith, Chuck Cannon) - 3:51
10. Your Smile - 3:24
11. Where You Gonna Go - 4:04
12. You Caught Me at a Bad Time - 3:27